# Parco Zališčyky
Il Parco Zališčyky (in ucraino Заліщицький парк?) è un parco urbano a Zališčyky nella regione di Ternopil' in Ucraina.

## Storia

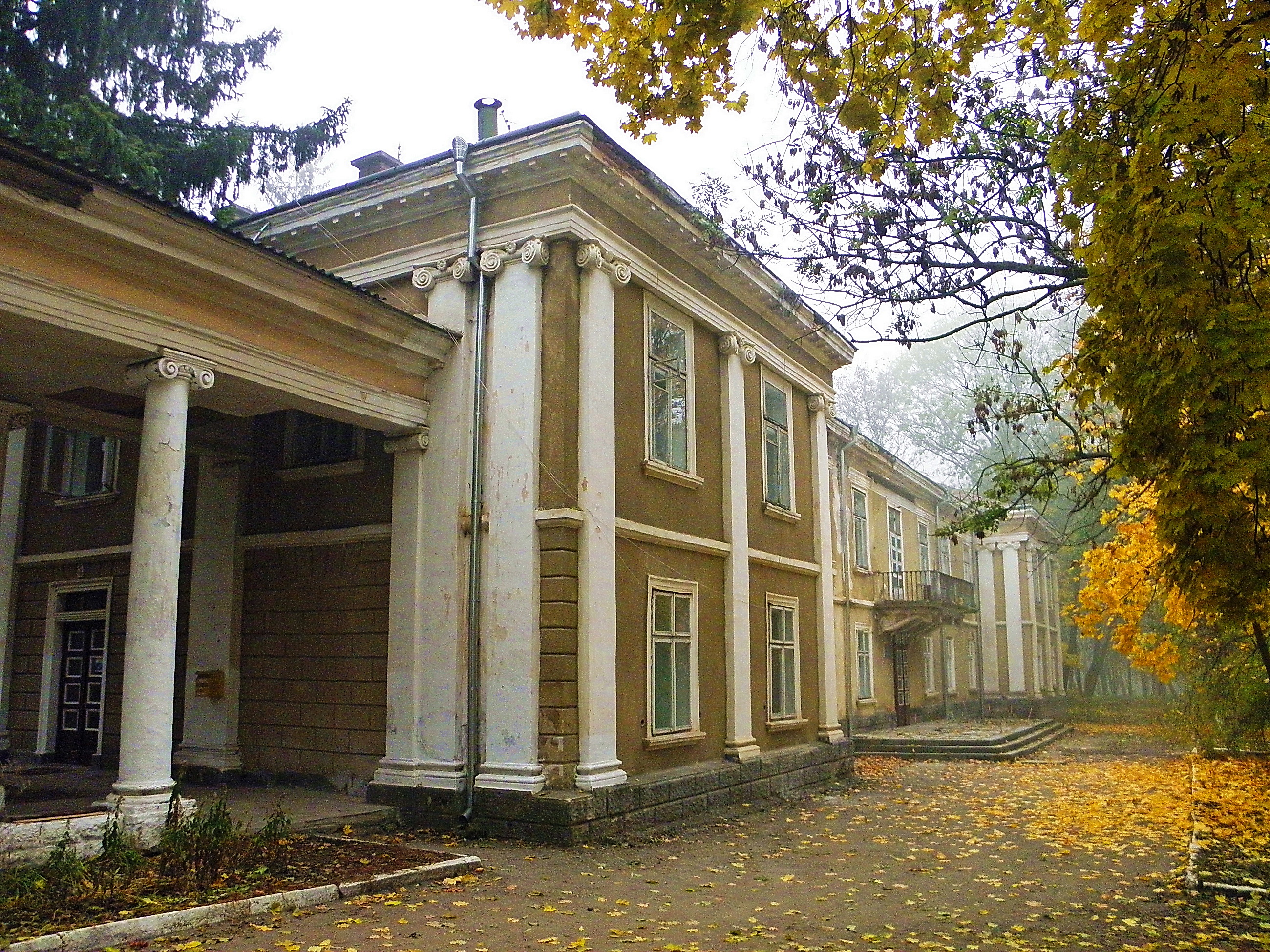
Palazzo Brunicki

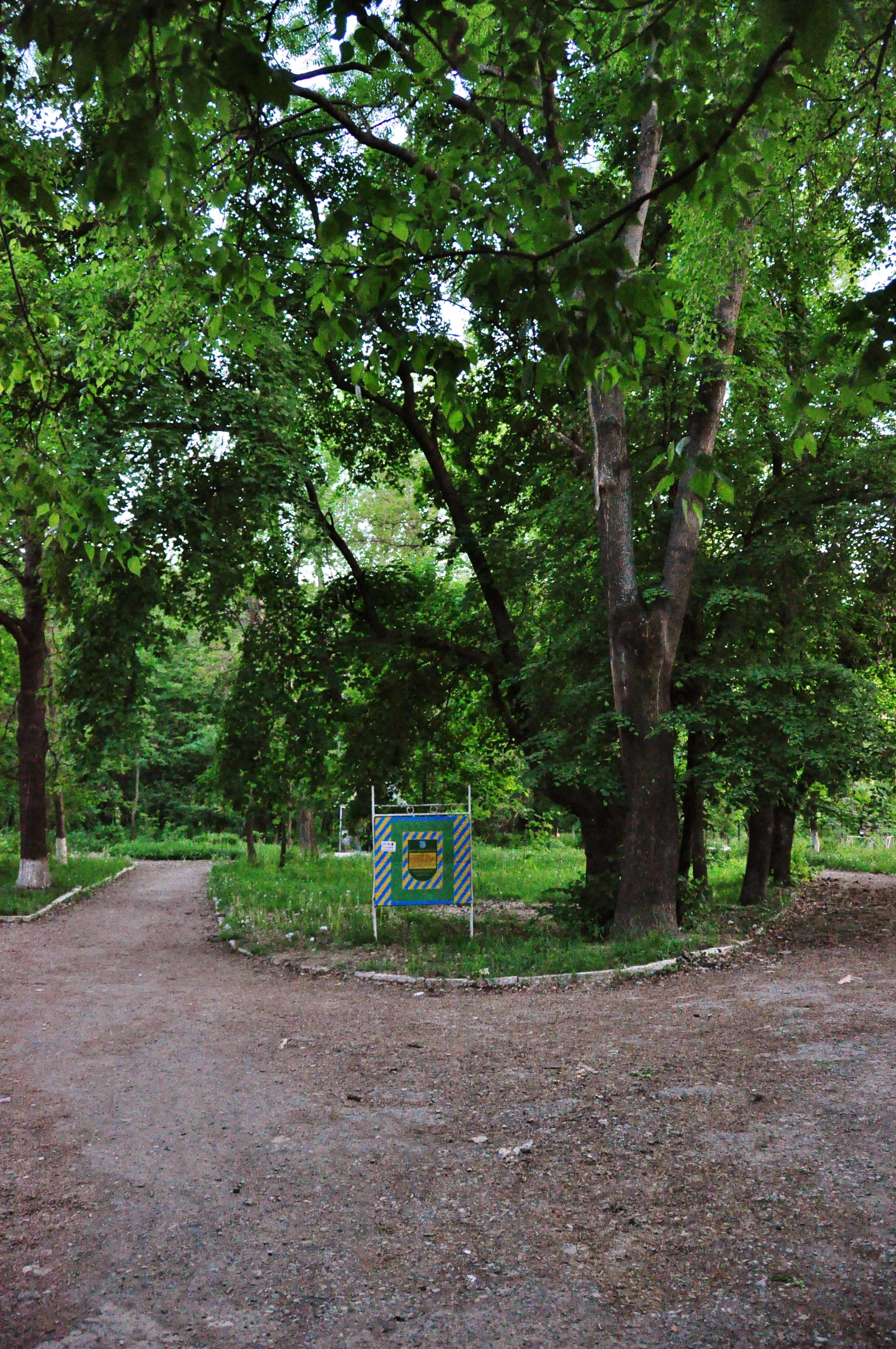
Zona interna del parco

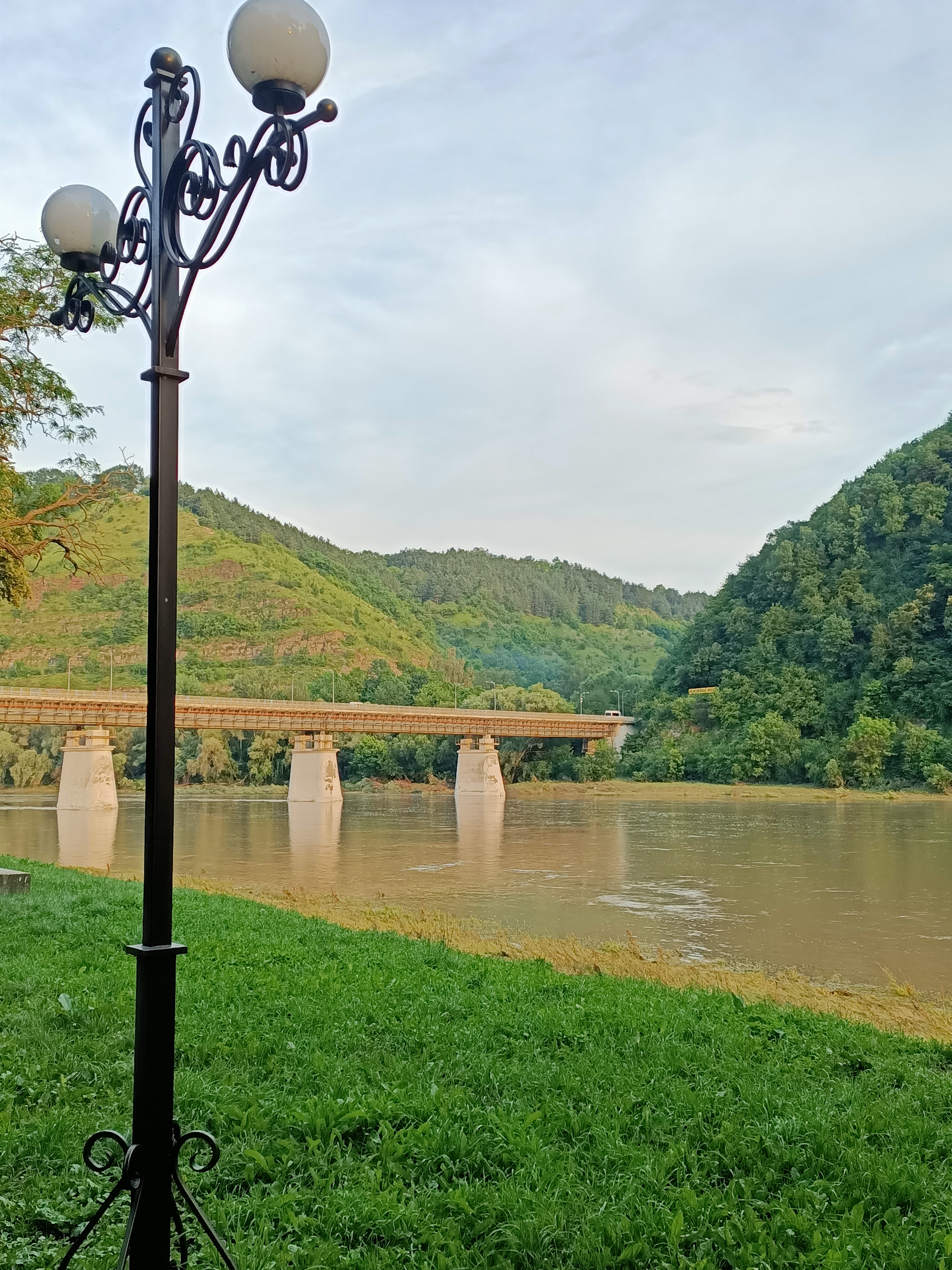
Ponte sul fiume Dnestr

Il parco più importante di Zališčyky nell'oblast' di Ternopil' è stato fondato alla fine del XIX secolo in una posizione elevata sulla sinistra del fiume Dnestr ed è quindi uno dei più antichi della regione. Nel 1968 l'area verde ha ottenuto lo status di riserva naturale.

## Descrizione
Il parco si trova nella parte meridionale della città di Zališčyky ed occupa una superficie di cira 5 ettari nell'ansa del fiume Dnestr. Conserva oltre 400 specie vegetali arbustive ed arboree anche esotiche e importanti per la loro longevità come esemplari di Ginkgo biloba, Quercus rubra, Aesculus hippocastanum e altri.
Il parco fa parte dell'area naturale del Canyon del Dnestr ed è gestito dal Fondo ucraino per la conservazione della natura dal 1972.

## Punti d'interesse
- Palazzo Brunicki
- Ginkgo biloba monumento botanico naturale
- Styphnolobium japonicum monumento botanico naturale